# Milica Emini
Milica Emini (serbisch-kyrillisch Милица Емини; * 11. Oktober 1999 in Novi Sad) ist eine serbische Hürdenläuferin, die sich auf die 100-Meter-Distanz spezialisiert hat und aktuell Inhaberin des Landesrekordes ist.

## Sportliche Laufbahn
Erste internationale Erfahrungen sammelte Milica Emini beim Europäischen Olympischen Jugendfestival (EYOF) 2015 in Tiflis, bei dem sie in 14,03 s den siebten Platz über 100 m Hürden belegte. Im Jahr darauf gewann sie bei den U18-Balkan-Meisterschaften in Kruševac in 13,62 s die Silbermedaille, ehe sie bei den erstmals ausgetragenen Jugendeuropameisterschaften in Tiflis mit 14,08 s im Halbfinale ausschied. 2017 siegte sie in 8,41 s über 60 m Hürden bei den U20-Balkan-Hallenmeisterschaften in Istanbul und anschließend gewann sie bei den Balkan-Hallenmeisterschaften in Belgrad in 8,34 s die Bronzemedaille hinter der Griechin Elisavet Pesiridou und Ivana Lončarek aus Kroatien. Kurz darauf schied sie dann bei den Halleneuropameisterschaften ebendort mit 8,62 s in der ersten Runde aus. Anfang Juli siegte sie in 14,08 s über 100 m Hürden bei den U20-Balkan-Meisterschaften in Pitești und sicherte sich dort zudem in 46,86 s die Silbermedaille mit der serbischen 4-mal-100-Meter-Staffel. Anschließend wurde sie bei den U20-Europameisterschaften in Grosseto im Semifinale über 100 m Hürden disqualifiziert und verpasste mit der Staffel mit 46,98 s den Finaleinzug. Im Jahr darauf belegte sie bei den U20-Balkan-Hallenmeisterschaften in Sofia in 9,08 s den sechsten Platz über 60 m Hürden und im Juli schied sie bei den U20-Weltmeisterschaften in Tampere mit 13,91 s im Halbfinale über 100 m Hürden aus. 2019 gewann sie bei den U23-Mittelmeer-Hallenmeisterschaften in Miramas in 8,52 s die Bronzemedaille hinter ihrer Landsfrau Anja Lukić und María Múgica aus Spanien. Im Juli schied sie bei den U23-Europameisterschaften in Gävle mit 14,07 s im Semifinale über 100 m Hürden aus und anschließend belegte sie bei den Militärweltspielen in Wuhan in 14,50 s den fünften Platz. Im Jahr darauf belegte sie bei den Balkan-Hallenmeisterschaften in Istanbul in 8,42 s den vierten Platz im B-Lauf über 60 m Hürden und 2021 gelangte sie bei den Balkan-Meisterschaften in Smederevo mit 13,67 s auf den vierten Platz im B-Lauf über 100 m Hürden. Anschließend schied sie bei den U23-Europameisterschaften in Tallinn mit 13,82 s im Halbfinale aus. Im Jahr darauf wurde sie bei den Balkan-Meisterschaften in Craiova in 14,10 s Vierte im B-Lauf.
2023 wurde sie bei der 2. Liga der Team-Europameisterschaft im Rahmen der Europaspiele in Chorzów in 13,28 s Sechste über 100 m Hürden, ehe sie bei den Balkan-Meisterschaften in Kraljevo in 13,15 s den sechsten Platz belegte. Kurz darauf verbesserte sie den serbischen Landesrekord auf 12,99 s. Im Jahr darauf schied sie bei den Hallenweltmeisterschaften in Glasgow mit 8,31 s im Vorlauf über 60 m Hürden aus. Ende Mai belegte sie bei den Balkan-Meisterschaften in Izmir in 13,33 s den fünften Platz. Kurz darauf schied sie bei den Europameisterschaften in Rom mit 13,24 s im Vorlauf aus. 2025 verpasste sie bei den Balkan-Hallenmeisterschaften in Belgrad mit 8,27 s den Finaleinzug über 60 m Hürden. 
2016 wurde Emini serbische Meisterin im Stabhochsprung, 2018 im 200-Meter-Lauf sowie 2023 über 100 m Hürden.

## Persönliche Bestleistungen
- 200 Meter: 25,20 s (+0,3 m/s), 10. September 2022 in Ljubljana
- 100 m Hürden: 12,99 s (+1,8 m/s), 29. Juli 2023 in Kraljevo (serbischer Rekord)
  - 60 m Hürden (Halle): 8,13 s, 23. Februar 2024 in Berlin
- Stabhochsprung: 3,10 m, 18. Juni 2016 in Novi Sad